# Bruno Fantinato
Bruno Fantinato, né le 7 novembre 1941 à Santa Giustina in Colle en Vénétie et mort le 1er juin 1990, est un coureur cycliste italien, professionnel de 1963 à 1968.

## Palmarès
- 1961
  - Coppa Città di Cuorgnè
  - 10e étape du Tour de l'Avenir
- 1963
  - Astico-Brenta
- 1964
  - 3e du Tour du Latium 
  - 3e de la Coppa Placci
- 1967
  - 3e du Grand Prix de Prato

## Résultats sur les grands tours

### Tour de France
1 participation
- 1964 : 48e

### Tour d'Italie
3 participations
- 1966 : abandon
- 1967 : abandon
- 1968 : 59e